# Campeonato Sudamericano de Voleibol Femenino Sub-18 de 1980
El II Campeonato Sudamericano de Voleibol Femenino Sub-18 se celebró en la ciudad de São Paulo, Brasil en 1980.

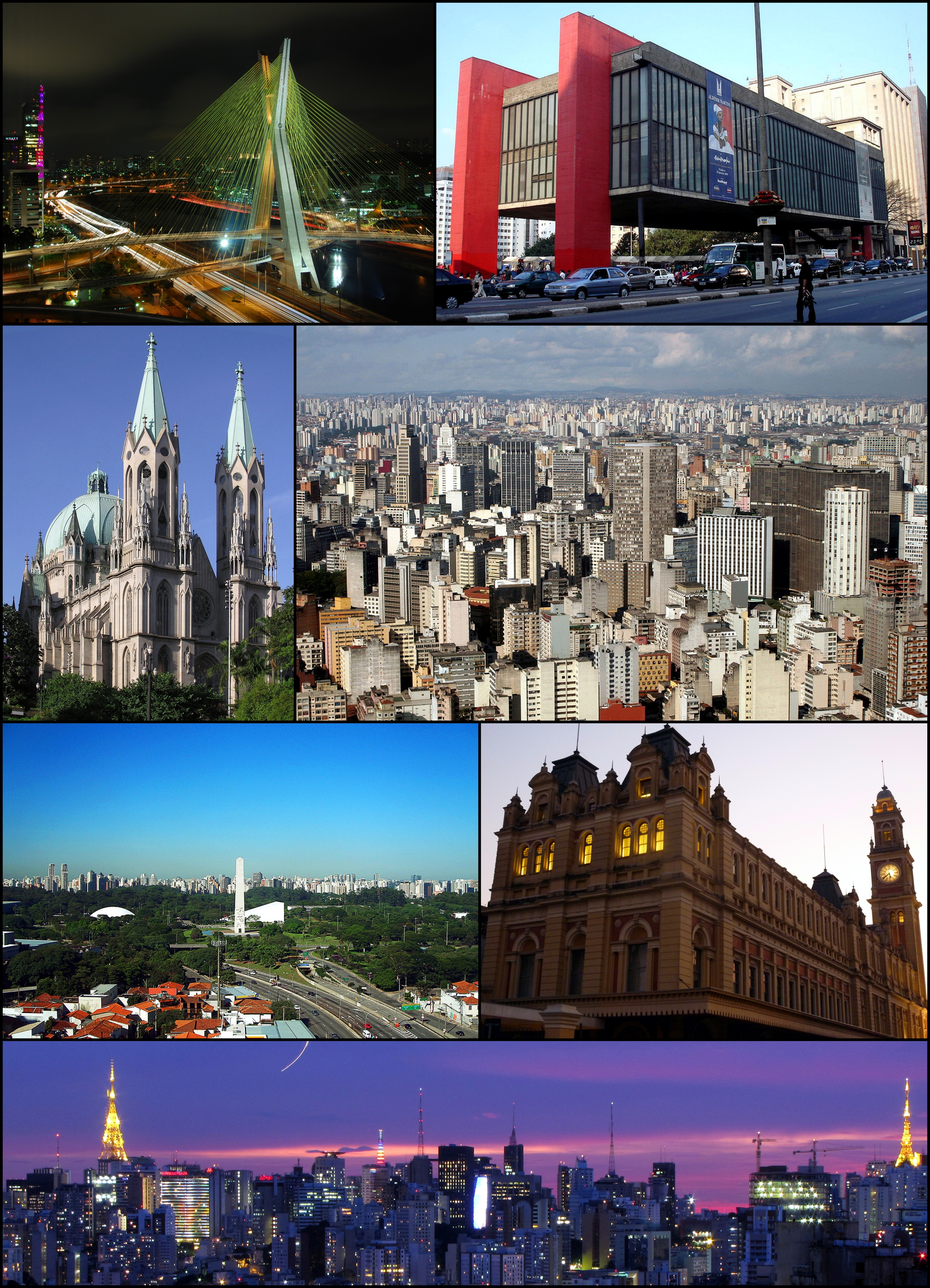
São Paulo, sede del II Campeonato Sudamericano de Voleibol Femenino Sub-18.

## Equipos participantes
- Argentina
- Brasil
- Chile
- Paraguay
- Perú
- Venezuela

## Posiciones Finales
| \| Pos \| Equipo \| \| --- \| --------- \| \| \| Perú \| \| \| Brasil \| \| \| Argentina \| \| 4 \| Chile \| \| 5 \| Paraguay \| \| 6 \| Venezuela \| | Campeón Perú 2º Título |
| Pos | Equipo                 |
| | Perú                   |
| | Brasil                 |
| | Argentina              |
| 4 | Chile                  |
| 5 | Paraguay               |
| 6 | Venezuela              |